# Arapske zemlje Perzijskog zaljeva
Arapske zemlje Perzijskog zaljeva (poznate i pod skraćenicom Zaljevske zemlje) skupni je naziv za sedam arapskih zemalja koje se nalaze na Arapskom poluotoku uz obalu Perzijskog zaljeva: Saudijsku Arabiju, Oman, Kuvajt, Bahrein, Katar, Irak i UAE.
Velik dio ovih zemalja nalazi se na području suhe i vruće klime. Kiše ima uglavnom u graničnom području Saudijske Arabije i Jemena, a niskih zimskih temperatura na sjeveru poluotoka. Kako gotovo polovicu poluotoka čini pustinja, najveći dio zemljišta je nenaseljen, ali ima velika nalazišta nafte, pa je većina ovih zemalja bogata.
- Saudijska Arabija - najveća od država zemalja Zaljeva. Osnovao ju je Ibn Saud 1922. godine, a njen teritorij čini 95 posto pustinje. Zbog velikih nalazišta nafte otkrivenih 1938. godine izrasla je u bogatu zemlju.
- Oman - je sultanat na obali Omanskog zaljeva kojeg najvećim dijelom čini pustinja.
- Bahrein - najliberalnija zaljevska zemlja smještena na 3 naseljena otoka i 30 manjih otoka. U ovoj muslimanskoj zemlji žene ne moraju nositi veo i imaju jednake mogućnosti obrazovanja i zapošljavanja kao i muškarci.
- Katar - država smještena na malom poluotoku u Perzijskom zaljevu. Bogat je prirodnim plinom i naftom, a gotovo 90 posto stanovništva živi u glavnom gradu Dohi.
- UAE - federacija sedam malih zemalja (Dubai, Fujairah, Umm al Quaiwan, Sharjah, Ras al Khaimag, Abu Dhabi i Ajman) ujedinjenih zbog međunarodnih poslova i prodaje nafte. Jedan je od vodećih izvoznika nafte i prirodnog plina koji zemlju napuštaju preko najveće umjetne luke na svijetu - Mina' Jabal 'Ali.
- Kuvajt - mala država na sjeveru Perzijskog zaljeva u kojoj se nalazi 10 posto svjetskih zaliha nafte. 80 posto prihoda ostvaruje od prodaje nafte, a ti prihodi osiguravaju besplatno školovanje od vrtića do sveučilišta. U Kuvajtu se ne plaća porez i besplatne su socijalne i zdravstvene usluge.
- Irak  - država u jugozapadnoj Aziji. Obuhvaća područje Mezopotamije između rijeka Eufrat i Tigris i susjedna planinska i pustinjska područja. Na jugoistoku kratkom obalom (58 km) izlazi na Perzijski zaljev. Na jugu graniči s Kuvajtom i Saudijskom Arabijom, na zapadu s Jordanom i Sirijom, na sjeveru s Turskom i na sjeveru i istoku s Iranom.